# Моково
Моково (пол. Mokowo, нім. Mockau) — село в Польщі, у гміні Добжинь-над-Віслою Ліпновського повіту Куявсько-Поморського воєводства.
Населення — 222 особи (2011).
У 1975-1998 роках село належало до Влоцлавського воєводства.

## Демографія
Демографічна структура станом на 31 березня 2011 року:
|          | Загалом | Допрацездатний вік | Працездатний вік | Постпрацездатний вік |
| -------- | ------- | ------------------ | ---------------- | -------------------- |
| Чоловіки | 110     | 18                 | 82               | 10                   |
| Жінки    | 112     | 21                 | 57               | 34                   |
| Разом    | 222     | 39                 | 139              | 44                   |